# Zarem Kalayeh
Zarem Kalayeh (em persa: زارم كلايه, também romanizada como Zārem Kalāyeh) é uma aldeia do distrito rural de Kiashahr, situada no condado de Astaneh-ye Ashrafiyeh, na província de Gilan, no Irã. Segundo o censo de 2006, sua população era de 99, em 31 famílias.